# ТЕС Тисапальконья
ТЕС Tiszapalkonya — закрита теплова електростанція в Угорщині у медьє Боршод-Абауй-Земплен (північний схід країни).
Будівництво ТЕС розпочалось у 1953-му, а з 1957 по 1959 роки на її майданчику стали до ладу чотири блоки потужністю по 50 МВт, у кожному з яких два парові котла живили одну конденсаційну турбіну. Турбогенераторні комплекти для них постачила чеська компанія Skoda.
Первісно станція мала виробляти лише електричну енергію, проте у 1964-му поруч почав роботу хімічний комплекс Tiszai Vegyi Kombinát (спершу займався випуском азотних добрив, а в подальшому олефінів та їх похідних). Для забезпечення його потреб у тепловій енергії станцію в 1966-му доповнили двома турбінами з протитиском потужністю 13,1 МВт та 12,8 МВт. А у 1968-го для живлення централізованого опалення змонтували теплофікаційну турбіну потужністю 6,9 МВт.
У 1980-х турбіни перших трьох блоків були модернізовані до показника у 55 МВт.
В 2011 році через застарілість ТЕС Tiszapalkonya закрили (при цьому продовжувала діяти зведена неподалік ТЕС Тиса II).
Станцію спорудили з розрахунку на споживання вугілля, яке видобували в долині річки Шайо. Також використовували певні обсяги блакитного палива (поряд проходять газопроводи Гайдусобосло – Озд та Берегдароц – Будапешт).
Видалення продуктів згоряння здійснювалось за допомогою чотирьох димарів висотою по 120 (за іншими даними – 135) метрів. На початку 1990-х для зменшення шкідливого впливу на довкілля їх наростили до 145 метрів.
Для охолодження використовували воду із Тиси.